# 真珠半島殺人事件
『真珠半島殺人事件』（しんじゅはんとうさつじんじけん）は、1990年にテレビ朝日系「土曜ワイド劇場」で放送されたテレビドラマ。主演は丘みつ子。視聴率は17.0%。

## キャスト
- 梓ユリカ（徳次の妻） - 丘みつ子
- 梓英明（「梓パール」先代社長の息子） - 北詰友樹
- 三沢季江子（「梓パール」社員） - 甲斐智枝美
- 佐伯義一（「梓パール」専務） - 出光元
- 梓君枝（「梓パール」先代社長の妻で、梓英明の母） - 根岸明美
- 伊勢中央署刑事 - 武藤章生
- ケンタ（「梓パール」社員） - 新井つねひろ
- 滝郡平（宝石商） - 小松方正
- 梓徳次（「梓パール」社長） - 田村高廣
- 緋多景子、福岡由里子、滝田博司、今井里美、林ともみ、吉田里渚

## スタッフ
- 原作 - 夏樹静子『闇に佇つ人』
- 脚本 - 保利吉紀
- 監督 - 土屋統吾郎
- 音楽 - 神山純一
- プロデューサー - 篠原茂、上野喬士、西村大介
- 制作 - 朝日放送テレビ、テレパック